# 安田成美
安田成美（日语：安田 成美，1966年11月28日—），日本女演員、旁白、歌手。出身於東京都文京區。所屬事務所田邊AGENCY→KOKKA所屬。明治學院大學文學院中退。身高168cm。B型血。丈夫木梨憲武為搞笑藝人。

## 演出作品

### 電視劇
日本電視台
- HOME SWEET HOME（日语：ホームスイートホーム）（1982年）
- 刑事物語'85（日语：刑事物語'85）（1985年）－久野芳惠
- （1986年）－太作文美
- 源義經（日语：源義経 (1991年のテレビドラマ)）（1991年）－靜御前
- 愛的界限（日语：リミット もしも、わが子が…）（2000年）－有働公子〈主演〉
- 24小時特備電視劇「媽媽，我沒事（日语：母さん、俺は大丈夫）」（2015年8月22日）－佐佐木萌子[3]

TBS電視網
- TBS
  - The 懸疑（日语：ザ・サスペンス） 松本清張的零的焦點（日语：ゼロの焦点#1983年版）（1983年）－禎子〈主角〉的妹妹
  - 外科醫生 城戶修平（日语：外科医 城戸修平）（1983年）
  - （1985年）
  - （1986年）－高階繪理子
  - 一生一次的人生（1986年）
  - 太閤記（日语：太閤記 (1987年のテレビドラマ)）（1987年）－阿市
  - （1987年）－安西梨花
  - （1987年）
  - 東芝週日劇場
    - 沙拉紀念日（1987年）
    - 無法戀愛症候群（1988年）
    - 4（1991年）

  - 深夜食堂 第11話（2011年）－久美
  - （1988年）
  - （1988年）
  - STAND BY ME II ～反覆無常天使～（日语：スタンドバイミーII 〜気まぐれ天使〜）（1988年）
  - （1990年）
  - TBS特別劇場 羅馬假期（1993年1月）
- MBS
  - （1983年）

朝日電視台
- 週一WIDE劇場（日语：月曜ワイド劇場） （1983年）
- （1985年）
- 一片雪（日语：ひとひらの雪#テレビドラマ）（1986年）－高村香織
- （1987年）
- 週六WIDE劇場（日语：土曜ワイド劇場） 松本清張作家活動40年紀念 霧之旗（日语：霧の旗#1991年版）（1991年）－柳田桐子〈主演〉

NHK系列
- NHK
  - 銀河電視小說 （1986年）
  - （1989年）
  - 連續電視小說
    - 春天來吧 〈第1部〉（1994年）－高倉春希〈主演〉
    - 幸福鐵板燒（2010年－2011年）－村上真知子
- NHK綜合
  - 55歲開始的Hello Life（日语：55歳からのハローライフ#テレビドラマ） 第4話（2014年）－堀切彩子
  - 小荳荳電視台（2016年4月30日－6月18日）－黑柳朝[4]
  - 澪之料理帖（2017年5月13日－7月8日）－芳
    - 澪之料理帖特別篇（2019年12月14日－12月21日）
- NHK BS Premium
  - 一億元的分手費（日语：一億円のさようなら#テレビドラマ）（2020年9月27日－11月15日，與BS4K共同製作）－加能夏代

富士電視網
- 富士電視台
  - 同·級·生（1989年）－名取千奈美
  - 好想談戀愛（1990年）－谷本香菜
  - 愛情故事突然發生（日语：ラブストーリーは突然に）（1991年）
  - 回首夢已遠（日语：ヴァンサンカン・結婚）（1991年）－片島朝子〈主演〉
  - 難得友情人（1992年）－香坂（村上）優美子〈主演〉
  - 一人有一個夢想（日语：並木家の人々）（1993年）－並木花
  - 為愛而活（日语：この愛に生きて）（1994年）－植草曙美〈主演〉
  - 德克（日语：ドク）（1996年）－長瀨雪〈主演〉
  - 世界奇妙物語 春季特別篇「5分鐘後的女人」（1998年）
  - 最後的約定 〈2006春季人間電視劇特輯〉（2006年）
  - （2007年）－松本夕子
  - 週六PREMIUM（日语：土曜プレミアム） 一休和尚（2012年）－伊予之局
  - 彼布利亞古書堂事件記事簿（2013年）－篠川智惠子
  - 特別電視劇 一休和尚2（2013年）－伊予之局
  - 赤與黑的Gekijyo（日语：赤と黒のゲキジョー） 有前科的女人（日语：前科ありの女たち）（2014年）－石神由紀子〈主演〉
- 關西電視台
  - 高田純次的人生 順風滿帆（1991年）
- 東海電視台
  - 早晨來到（日语：朝が来る）（2016年6月5日－7月31日）－栗原佐都子〈主演〉[5]

東京電視台
- 東京電視台開台45週年紀念特別電視劇 擦皮鞋的男孩（日语：月島慕情#テレビドラマ）（2010年，東京電視台）－塚田敬子
- 愛知電視台開台30週年紀念電視劇 滑冰鞋的約定（日语：スケート靴の約束）（2013年，愛知電視台製作）－水元聰美〈主演〉

### 電視動畫
- 青春野球部Nine 完結篇（日语：ナイン (漫画)）（中尾百合）

### 真人電影
東寶
- Tropical Mystery 青春共和國（日语：青春共和国）（1984年）
- （1986年）
- 閃光的女人（日语：光る女）（1987年）
- ZIPANG（日语：ZIPANG）（1990年）
- 都市情緣（1991年）
- 最後的歌（日语：ラストソング (映画)）（1994年）
- 大河的一滴（日语：大河の一滴）（2001年）
- 任俠看護（日语：任侠ヘルパー）（2012年）－蔦井葉子

松竹
- 使犬之死（日语：犬死にせしもの）（1986年）
- （1986年，松竹富士（日语：松竹富士））
- 想見瑪莉琳（日语：マリリンに逢いたい）（1988年，松竹富士）
- 豈有此理 第2話（1988年）
- 226（1989年）－田中久子
- Fukushima 50（日语：Fukushima 50 (映画)）（2020年，與KADOKAWA共同製作）－淺野真理[6]

東映
- HOME 親愛的座敷童子（日语：愛しの座敷わらし）（2012年）－高橋史子
- 王妃之館（日语：王妃の館#映画）（2015年）－蒂亞娜

其它
- 孔雀王子（1988年，富士電視台=橙天嘉禾）
- 迁徙的鸟（2001年公開，擔任2003年日本版旁白，日本HERALD電影（日语：角川ヘラルド・ピクチャーズ））
- 歡喜之歌（日语：歓喜の歌 (落語)）（2008年，cinequanon（日语：シネカノン））－五十嵐純子
- 穿越時空的少女（日语：時をかける少女 (2010年の映画)）（2010年，stylejam （页面存档备份，存于））－芳山和子（日语：芳山和子）
- 最後的忠臣藏 (電影)（2010年，華納兄弟）－唯（元夕霧太夫）
- 日本語版配音
  - 夢不落帝國（2002年）－溫蒂·達林

### 動畫電影
- 昆蟲物語 孤兒哈奇 ～勇氣的旋律～（日语：昆虫物語 みつばちハッチ〜勇気のメロディ〜）（2010年，松竹）－哈奇的母親
- 恐龍當家（2016年）－迷惑龍的母親[7]

### 舞台
- （1997年）
- 理查三世（2008年－2009年）
- LOVE LETTERS（日语：LOVE LETTERS#日本版）（2010年）
- 國王的演講（2012年8月24日－9月9日，世田谷公共劇場（日语：世田谷パブリックシアター）／2012年9月14日－17日，森之宮Piloti大廳（日语：森ノ宮ピロティホール））－伊莉莎白
- （2018年6月23日－7月16日，東京藝術劇場東方劇院／地方）－井原〈主演〉[8]

### 廣告
- SOFINA（日语：ソフィーナ） 1984年～1988年
  - （2015年）[9]
- 資生堂
- 電電公社（現NTT，Orange Line）
- Dydo Drinco（日语：ダイドードリンコ）（Dydo M Coffee）
- Scroll（日语：スクロール (通販会社)）（Lapetit）
- 可口可樂（喬亞罐裝咖啡）
- 龜甲萬
- 久保田（企業形象角色）
- 三菱銀行（現三菱UFJ銀行，企業形象角色）
- Tylenol
- 樂敦製藥（PANSIRON新胃腸藥、PANSIRON QQ、PANSIRON胃腸內服液、PANSIRON NOW）
- 三菱電機（家電製品的企業形象角色）
- 山一證劵（日语：山一證券）（中期國債基金／簡稱中國基金：廣告歌曲）
- ORBIS
- 味之素（CooK Do 安田在拍完這支廣告短片後，與同樣在片中演出的木梨憲武結婚。至於片中飾演她丈夫的是近藤芳正）
- KOSÉ
  - （2001年－2003年）
  - （2004年－2006年）
- 豐田（2006年－2010年）
- 獅王《香味與deodorant的Soflan（日语：ソフラン (柔軟剤)#香りとデオドラントのソフラン（旧デイフレッシュソフラン））》（2008年－2011年）
- Mizkan（日语：ミツカン）（醋飯、熟味醋）（2010年－）
- 龜田製菓（日语：亀田製菓）（2011年－）

### 旁白
TBS電視網
- （2008年4月－2009年3月，TBS）
- 地球絕景紀行（2010年4月－2015年3月，BS-TBS）

NHK系列
- （2010年11月3日，NHK綜合頻道）
- （2011年10月1日，NHK綜合）
- 電視繪本（日语：てれび絵本）（2014年度NHK教育=朗讀）

## 得獎歷
- 《風之谷》形象女孩大獎（1983年）
- 第8屆橫濱電影節 最佳女主角獎（1986年）
- Elan d'or獎（日语：エランドール賞） 新人獎（1987年）
- 第13屆報知電影獎 最佳女主角獎（1988年《豈有此理》）
- 第12屆日本電影學院獎 最佳女主角獎（1989年）
- 第3屆高崎電影祭（日语：高崎映画祭） 最佳女主角獎（1989年）
- 第2屆日本珠寶飾物最佳打扮獎（日语：国際宝飾展）20歲部門（1991年）
- 第1屆橋田獎（1993年）
- 第25屆日本電影學院獎 最佳女主角獎（2002年）
- 第2屆最佳母親獎（日语：ベストマザー賞）（2009年5月10日）

## 音樂作品
全由德間日本發售

### 單曲
| 發售日期       | 產品編號 | 面 | 單曲名稱（日文名稱）       | 作詞                            | 作曲             | 編曲              |
| -------------- | -------- | -- | -------------------------- | ------------------------------- | ---------------- | ----------------- |
| 1984年1月25日  | ANS2008  | A  | 風之谷的娜烏西卡（風の谷のナウシカ）       | 松本隆                          | 細野晴臣         | 萩田光雄          |
| 1984年1月25日  | ANS2008  | B  | 風之妖精（風の妖精）               | 松本隆                          | 細野晴臣         | 白井良明          |
| 1984年4月25日  | 7JAS-5   | A  | Tropical Mystery（トロピカル·ミステリー）       | 松本隆                          | 大村雅朗         | 萩田光雄          |
| 1984年4月25日  | 7JAS-5   | B  | 月之女神（月のミューズ）               | 松本隆                          | 大村雅朗         | 萩田光雄          |
| 1984年7月25日  | 7JAS-9   | A  | 透明的橘色（透明なオレンジ）             | 松本隆                          | 南佳孝           | 船山基紀          |
| 1984年7月25日  | 7JAS-9   | B  | 夢之散步（夢の散歩）               | 松本隆                          | 南佳孝           | 船山基紀          |
| 1984年10月25日 | 7JAS-17  | A  | 銀色的口琴（銀色のハーモニカ）             | 松本隆                          | 細野晴臣         | 細野晴臣 萩田光雄 |
| 1984年10月25日 | 7JAS-17  | B  | 惡作劇的小鳥（悪戯な小鳥）           | 松本隆                          | 大村雅朗         | 大村雅朗          |
| 1985年4月25日  | 7JAS-30  | A  | Summer Princess（サマー·プリンセス）        | 松本隆                          | 林哲司           | 大村雅朗          |
| 1985年4月25日  | 7JAS-30  | B  | Sue是可愛的烘焙小姐（Sue） | 鈴木博文                        | 鈴木慶一         | 高橋幸宏          |
| 1988年9月25日  |          |    | Ex-fan des sixties（Sue）  | Serge Gainsbourg 邦詞：大貫妙子 | Serge Gainsbourg |                   |

### 專輯
- 安田成美（日语：安田成美 (アルバム)）（1984年4月25日、28JAL-9）
- （1988年3月25日）－大貫妙子首張企畫製作
  - ／／／／MOMO／／／／／

### 精選專輯
- 全曲集（1984年11月25日 28JAL-21）
  - ／Sue／／／／（KAZE NO SHISEI）／／／／／／／／
- 全曲集（1989年9月25日）
  - ／／／Sue／／／／／／／／／／／（KAZE NO SHISEI）
- 安田成美精選輯（2013年5月8日）

## 書籍
- 寫真集《安田成美》（1987年，攝影：山岸伸）
- ！（2016年11月11日，發售：主婦之友社（日语：主婦の友社））[10]
- （2020年2月5日，寶島社）[11]

## 相關項目
- 1984年音樂#出道（日语：1984年の音楽#デビュー） （日語）－此頁列著同年與安田出道的歌手

## 外部連結
- 安田成美 Official Web Site （页面存档备份，存于） （日語）－安田成美的官方個人網站。
- 安田成美 （页面存档备份，存于） （日語）－KINENOTE
- 安田成美 （日語）－電視劇檔案資料庫（日语：テレビドラマデータベース）
- 安田成美 （日語）－NHK人物錄（日语：NHK人物録）